# Thomisops lesserti
Thomisops lesserti is een spinnensoort in de taxonomische indeling van de krabspinnen (Thomisidae).
Het dier behoort tot het geslacht Thomisops. De wetenschappelijke naam van de soort werd voor het eerst geldig gepubliceerd in 1942 door Millot.